# 埃列克特羅烏格利

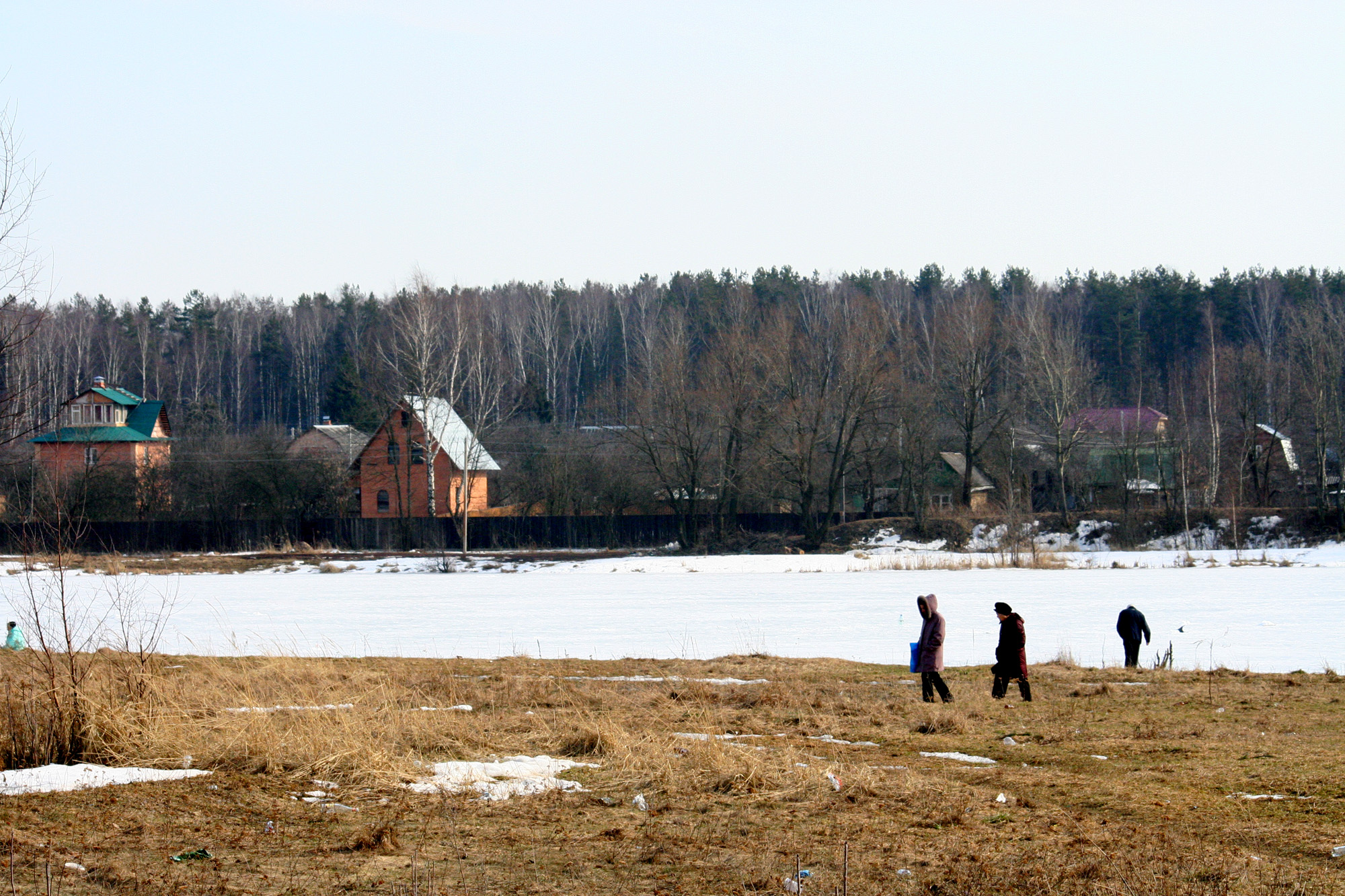

埃列克特羅烏格利（俄语：Электроу́гли）是俄羅斯莫斯科州中部的一個城市。位於莫斯科以東36公里。2002年人口16,717人。
始建於1899年，1956年設市。